# Titaÿna
Titaÿna, de son vrai nom Élisabeth Sauvy, née le 22 novembre 1897 au Mas Richemont à Villeneuve-de-la-Raho (Pyrénées-Orientales) et morte le 13 octobre 1966 à San Francisco, est une journaliste et grand reporter française.
Élisabeth Sauvy est l’une des rares femmes françaises qui accèdent au statut de grand reporter dans les années folles. À la recherche de sensations fortes et d’exotisme, elle parcourt le monde, de 1925 à 1939, et rapporte de ses voyages des textes insolites.
Pendant la Seconde Guerre mondiale, elle se fourvoie avec la collaboration et l'antisémitisme, ce qui lui vaut une condamnation à l'indignité nationale à la Libération.

## Biographie
Élisabeth Sauvy est née le 22 novembre 1897 à Villeneuve-de-la-Raho, l'aînée d'une fratrie de cinq enfants ; elle est la sœur de l'économiste et statisticien français Alfred Sauvy. Son père est Louis Cyprien André Marie Sauvy (1872-1918) et sa mère Jeanne Albanie Cécile Tisseyre (1874-1962).
Originaire du Roussillon, ce seraient les légendes catalanes qui lui auraient inspiré son surnom de Titaÿna. Elle écrit un premier conte qui paraît dans le quotidien La Victoire.
Elle se marie, divorce rapidement et, pour gagner sa vie, devient dame de compagnie de la princesse japonaise Fusako Kitashirakawa. Elle est blessée dans un grave accident de voiture qui coûte la vie au prince Naruhisa mais à la suite duquel elle touche un important dédommagement qui lui permet de parcourir le monde pour ses reportages.
Féministe de la première heure, rebelle et mondaine, elle porte les cheveux courts à la garçonne et se fait le porte-voix de toutes celles qui réclament le respect et la liberté. Journaliste et grand reporter à Vu, Voilà, L'Intransigeant ou encore Paris-Soir, elle écrit l'histoire du monde et interviewe Mustafa Kemal, Mussolini, Hitler, Primo de Rivera ou le bandit corse Romanetti, le chef des maquis corses. Elle fait aussi équipe avec Édouard Helsey, est admirée par de grands noms du journalisme comme Pierre Mac Orlan ou Henri Béraud, à tel point que dans sa biographie, Benoît Heimermann la surnomme la « Reine du Tout-Paris ».
Elle est aussi aventurière, passionnée d'aviation, elle est elle-même pilote d'avion depuis 1926. Au retour d'Istanbul, son avion prend feu et tombe au dessus de la frontière turco-bulgare. Elle traverse, à pied et sans vivres, le désert de la Thrace orientale. Elle inaugure la ligne aérienne Antibes-Tunis, couvre la guerre du Rif au Maroc, échappe à un nouvel accident d'avion lors d'essais dans le Jura, puis parcourt les mers du Sud, Tahiti, les îles Fidji, les Nouvelles Hébrides, la Nouvelle Calédonie, l'Australie, le Japon, la Chine et l'Indochine. Ses exploits sont publiés dans L'Intransigeant en 1928. Elle repart en Russie, Iran, Irak et Syrie pour le Petit Parisien.
Malgré cette vie frénétique faite de voyages en avion et d'aventures, elle est également romancière à succès et réalisatrice de films documentaires. Ses récits de grands reportages et d'aventures sont souvent comparés à ceux d’Albert Londres, Joseph Kessel et Blaise Cendrars. Elle est l'auteure de nombreux ouvrages de voyages et d'exploration et fut de décembre 1928 à octobre 1929 directrice du magazine Jazz, dont Carlo Rim était alors le rédacteur en chef.
En 1929, elle se remarie avec un médecin et voyage à travers les États-Unis et le Mexique, où elle réalise un film documentaire, Indiens, mes frères,. En 1931, elle réalise Promenade en Chine , avec Roger Lugeon dans les deux productions.
Elle rapporte une impressionnante collection de photos d'un voyage dans les Indes néerlandaises en 1933.
En avril 1934, elle est victime d'un accident à Digève[Où ?]. Elle est gravement blessée et transportée à Poitiers.
Pour Paris-Soir, elle interviewe Mussolini en 1935 et Hitler en 1936.
Les années suivantes, elle réalise encore un grand nombre de reportages illustrés pour Voilà et Vu.
Elle quitte Paris en 1941 pour la Côte d’Azur où elle commence à traduire la version allemande du roman de l'auteur estonien A. H. Tammsaare, La Terre du voleur, que son ami éditeur Pierre Trémois lui a confié. Elle se prend d’intérêt pour ce texte et s’y consacre tout entière, au point de l’envoyer à Jean Giono afin de solliciter une préface que l’auteur accepte d’écrire et dans laquelle il salue la qualité littéraire et poétique de la traduction. « Je ne connais pas le langage original de l’œuvre. Celui que Titaÿna a employé pour le traduire est riche, vif, simple et exactement adapté au sujet […]. Je ne sais si toute la poésie reste. Je sais que la poésie y est ».
Son frère Pierre Sauvy est tué au début de la guerre à Mers El-Kébir, lors du bombardement de la flotte française par les Anglais. Elle va dès lors prendre parti pour la collaboration et écrit des articles antisémites pour La France au travail et Les Nouveaux Temps. Dès 1942, le magazine américain Life la place sur sa liste noire de traîtres à la nation, condamnées par la résistance française. Mise en accusation à la Libération, elle est arrêtée, emprisonnée à Drancy puis à Fresnes. Elle se retire volontairement à San Francisco après la mort de son mari fin décembre 1946. C'est là qu'elle apprend sa condamnation à l'indignité nationale à vie, à la confiscation de ses biens, et à vingt ans d'interdiction de séjour. Elle séjournera  à San Francisco jusqu’à la fin de ses jours. Elle y rencontre Giovanni Scopazzi, homme de lettres d’origine italienne arrivé aux États-Unis au début des années 1920. Il travaille dans la librairie la plus prestigieuse de la ville située sur Unions Square. Ils se marient rapidement et vivent ensemble jusqu’en 1965. Cette année-là, las des épisodes dépressifs de sa femme, il noue une relation adultère avec une jeune employée de la librairie. Scopazzi finit par quitter Élisabeth, qui emménage alors dans un petit studio. Elle annonce à ses amis qu'elle compte se reprendre en main, mais elle est retrouvée dans son lit le 15 octobre 1966, décédée depuis 48 heures. La possibilité d'un suicide est évoquée.
Sa biographie a été écrite par Benoît Heimermann en 1997 et rééditée en 2011 chez Arthaud. Une de ses œuvres principales, Une femme chez les chasseurs de têtes, est rééditée en 2016 (éditions Marchialy), accompagnée d'un inédit, Mes mémoires de reporter, le récit autobiographique de sa vie d'aventurière paru initialement sous forme de feuilleton dans le magazine Vu entre décembre 1937 et janvier 1938.

## Publications

### En tant qu'auteur
- Simplement, Paris, Ernest Flammarion, 1923.
- La bête cabrée, Paris, Aux Éditeurs associés - Les Éditions du Monde moderne, collection "le roman nouveau", 1925 (préface par Pierre Mac-Orlan).
- Mon tour du monde, Paris, Louis Querelle, 1928.
- Voyage autour de ma maîtresse, Paris, Ernest Flammarion, 1928.
- Voyage autour de mon amant, Paris, Ernest Flammarion, 1928.
- Bonjour la Terre, Paris, Louis Querelle, 1929.
- Loin, Paris, Ernest Flammarion, s.d. [1929].
- La Caravane des morts, Paris, Éditions des Portiques, 1930.
- Chez les mangeurs d'homme (Nouvelles-Hébrides), Paris, Éditions Duchartre, collection "Images", 1931 (photographies par A.-P. Antoine et R. Lugeon).
- La Japonaise (frontispice de Louis Touchagues), Paris, Nouvelle société d'édition, collection "Elles" No 5, 1931.
- Nuits chaudes, Paris, Gallimard, collection "Succès", 1932.
- Une femme chez les chasseurs de têtes (Bornéo et Célèbes), Paris, Éditions de la nouvelle revue critique, collection « La Vie d'Aujourd'hui » 1934.
- « Fêtes et coutumes pittoresque à travers le monde ». Rubrique hebdomadaire dans : Jean-Pierre, l'hebdomadaire de la famille, numéro 1, février 1938.
- Les ratés de l'aventure, Paris, Éditions de France, 1938. Éditions Marchialy, 2020.
- Une femme chez les chasseurs de têtes et autres reportages, Paris, Union Générale d’Éditions - 10/18, collection "Grands Reporters" No 1735, 1985 (préface par Francis Lacassin),  (ISBN 978-2081254251).
- Une femme chez les chasseurs de têtes, suivi de Mes mémoires de reporter (inédit), Paris, Éditions Marchialy, 2016  (ISBN 979-10-95582-02-1)

### En tant que traductrice
- Ombres d’hommes de Jim Tully (anglais), 1931, Paris, Louis Querelle, collection de la revue "Jazz"
- La Terre du voleur de U. H. Tammsaare (allemand), 1944. Préface Jean Giono.